# Maciej Gołembiowski
Maciej Flawiusz Gołembiowski (ur. 12 lutego 1948,  zm. 7 października 1999 w Toruniu) – polski historyk, archiwista.

## Życiorys
Urodził się w rodzinie nauczycielskiej, maturę zdał w Złotowie w 1966 r., studia historyczne na Uniwersytecie Mikołaja Kopernika w Toruniu ukończył w 1971 r.  Po studiach rozpoczął pracę w Archiwum Państwowym w Toruniu, gdzie porządkował m.in. Akta budowlane miasta Torunia i akta notariuszy.
Od 1973 r. pracował w Zakładzie Archiwistyki Instytutu Historii i Archiwistyki UMK, gdzie prowadził badania nad informacją naukową, której problematykę wprowadził do polskiej archiwistyki. W 1981 otrzymał tytuł doktora na podstawie rozprawy pt. System informacji archiwalnej (wyd. 1985). Artykuły z zakresu informacji naukowej publikował m.in. w „Archeionie”, był także współautorem wydawnictw źródłowych. Brał udział w pracach zespołu NDAP „Informatyka i archiwa”. 
Działał w licznych towarzystwach naukowych, a także w Stowarzyszeniu Archiwistów Polskich oraz (od 1981) w NSZZ Solidarność. 
Był żonaty z Danutą, z którą miał syna Marcina. Został pochowany na cmentarzu św. Jerzego.